# Kamienica przy ulicy Karola Szymanowskiego 8 w Krakowie
Kamienica przy ulicy Karola Szymanowskiego 8 – zabytkowa kamienica znajdująca się w Krakowie, w dzielnicy V przy ul. Karola Szymanowskiego, na Krowodrzy. Budynek znajduje się bezpośrednio przy Parku Krakowskim im. Marka Grechuty.
Kamienica została wzniesiona w 1937 roku według projektu architekta Izydora Goldbergera.
Budynek znajduje się w gminnej ewidencji zabytków.